# Watchmen

Cover der Graphic Novel Watchmen

Smiley, Comedians Abzeichen und Symbol für die Reihe Watchmen (der Blutfleck entsteht erst bei der Ermordung des Comedians und ist auf dessen Logo nicht zu sehen)

Watchmen ist eine 1986/87 erschienene Graphic Novel von Alan Moore (Text) und Dave Gibbons (Zeichnungen). Sie erschien zuerst bei DC Comics als zwölfteilige Serie. Die deutsche Ausgabe der Serie wurde erstmals 1989 in sechs Bänden vom Carlsen Verlag veröffentlicht, seitdem folgten mehrere Nachdrucke. Eine auf der Comicserie basierende Verfilmung Watchmen – Die Wächter kam 2009 in die Kinos. 2019 startete HBO die Fernsehserie Watchmen von Damon Lindelof.
Die Graphic Novel wurde nicht nur im Comic-Bereich mit mehreren Preisen ausgezeichnet. So zählte das US-amerikanische Magazin Time Watchmen 2010 als einzigen Comic zu den besten 100 englischsprachigen Romanen, die zwischen 1923 und 2005 veröffentlicht wurden. Zudem wurde die Geschichte 2020 mit der Aufnahme in die Science Fiction and Fantasy Hall of Fame geehrt.

## Szenario
Eine alternativ-fiktive Version der USA in den 1980er Jahren. Der Kalte Krieg dauert an, die Sowjets sind noch stets die außenpolitischen Gegner. Superhelden sind seit einem Anti-Superheldengesetz aus den 1970er Jahren, dem Keene-Act, verboten. Die ersten von ihnen waren nach dem Sensationserfolg des ersten Superman-Comics Ende der 1930er Jahre aufgetreten: maskierte Vigilanten ohne große Fähigkeiten, die sich später als die „Minutemen“ zusammentaten (benannt nach der gleichnamigen Miliz des 18. Jahrhunderts). Bis zu den 1950er Jahren traten sie nach und nach freiwillig oder unfreiwillig in den Ruhestand. Anfang der 1960er Jahre entstand eine neue Generation mit neuen technischen Fähigkeiten und zum Teil auch tatsächlichen Superkräften. Sie gerieten in den 1970er Jahren durch ihre Selbstjustiz in die Diskussion und wurden durch den Keene-Act zuletzt vor die Alternative gestellt, ihre Aktivitäten einzustellen oder für die Regierung zu arbeiten. Einige hörten damals auf (Nite Owl II, Silk Spectre II), andere arbeiten seither in der Forschung (Dr. Manhattan) oder für den Geheimdienst (Comedian), einer (Ozymandias) ließ die Maske öffentlich fallen und verdiente damit ein Vermögen, einer (Rorschach) ging in den Untergrund und bekämpft – von der Polizei gesucht und den Medien totgeschwiegen – das Verbrechen weiter.

## Handlung

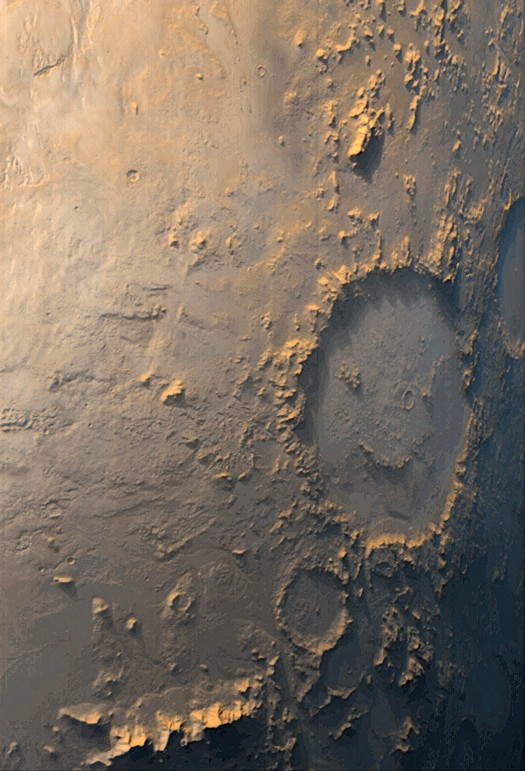
Der Krater Galle (auch Happy Face) ist zu sehen, als Dr. Manhattan sein Exil auf dem Mars wählt

Der ehemalige Superheld The Comedian wird von einem Unbekannten ermordet. Sein Kollege Rorschach macht sich auf die Suche nach dem Täter und wittert bald eine Verschwörung, als weitere Superhelden bedroht werden: Dr. Manhattan flieht nach einem Skandal auf den Mars, auf Ozymandias wird ein Attentat verübt, der ehemalige Superschurke Moloch (auch Moloch der Magier oder Moloch der Mystiker; richtiger Name: Edgar W. Jacobi) wird erschossen und Rorschach selbst in eine Falle gelockt. Seine Verhaftung weckt schließlich seinen ehemaligen Partner Nite Owl II aus dem Ruhestand. Er befreit Rorschach zusammen mit Silk Spectre II, und gemeinsam kommen sie der wahren Verschwörung auf die Spur, ohne diese jedoch noch verhindern zu können: Um die Menschheit wieder zusammenzuschweißen und vor einem Atomkrieg zu bewahren, vernichtet Ozymandias große Teile von New York City.

## Hauptfiguren
Sämtliche Figuren sind – teils auf Basis wenig bekannter Figuren des Verlags Charlton Comics – neu entwickelt. Somit kann man Watchmen ohne Vorkenntnisse anderer Superhelden-Geschichten lesen, obwohl Vorkenntnisse und Vergleiche mit anderen Superhelden-Comics den Reiz erhöhen. Moore nutzt das Fehlen vorgegebener Heldenlebensläufe zudem, um jede Figur mit einer Biografie zu versehen, die in einer realen Welt funktionieren würde und die Elemente dieser realen Welt verarbeitet, in der Berühmtheiten (zu denen Superhelden auch zählen würden) Merchandising betreiben, Alkoholprobleme haben, mit Komplexen kämpfen, ihren Ruhm ausnutzen und vieles mehr.

### Helden der ersten Generation („Minutemen“)

#### Captain Metropolis
Sein richtiger Name lautet Nelson Gardner. Bevor er sich zum Superhelden Captain Metropolis machte, war er bei der US Navy. Er versucht die Superhelden Comedian, Rorschach, Ozymandias, die zweite Silk Spectre, den zweiten Nite Owl und Dr. Manhattan dazu zu bewegen, nach dem Vorbild der alten Heldenvereinigung Minutemen mit den Crimebusters eine neue Heldenunion zu gründen. Doch der Comedian erkennt Gardners wahres Motiv: Gardner versucht, über seine zunehmende Bedeutungslosigkeit hinwegzukommen, indem er mittels Gründung eines Vereins an die Prominenz und das strahlendere Image erfolgreicherer Superhelden andockt. Später stirbt Nelson Gardner bei einem Autounfall.

#### Comedian

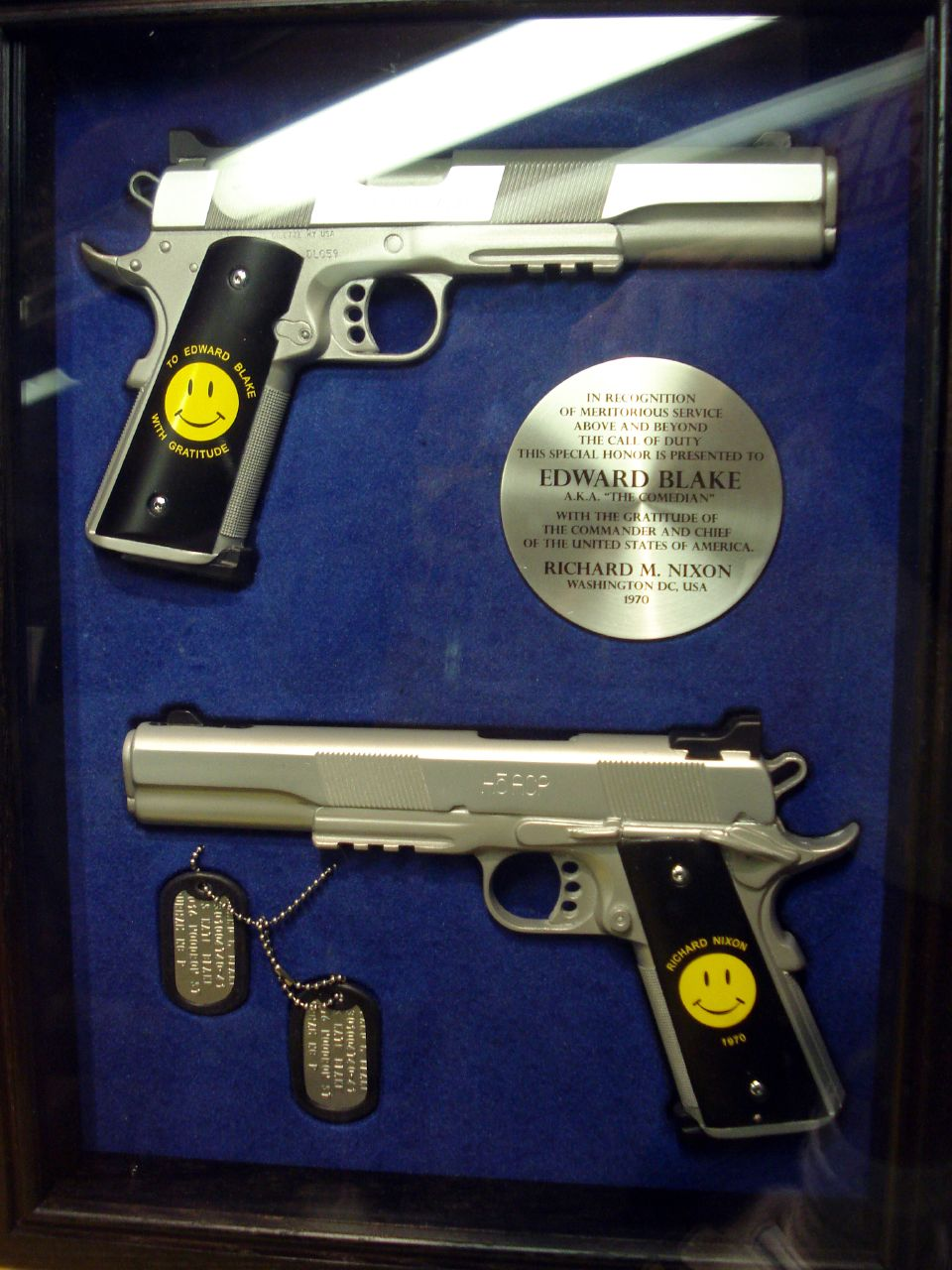
Waffen von Comedian (aus der Verfilmung von 2009)

Edward Blake, wie der „Comedian“ mit richtigem Namen heißt, gehörte schon mit 16 zur ersten Generation der Superhelden. Dem Verbot der Vigilanten in den 1970er Jahren entgeht er, da er – wie auch Dr. Manhattan – ohnehin für die Regierung arbeitet. Er kämpft als Vorzeigesöldner mit unvorstellbarer Brutalität im Vietnamkrieg, den die USA in dieser Geschichte gewinnen, befreit – gleichfalls anders als in der Realität – die Geiseln in der Teheraner Botschaft, schlägt mit erkennbarer Freude Aufstände nieder. Blake ist zynisch und jähzornig. Sein Regierungsauftrag ist für ihn keine Herzenssache, sondern ein Freibrief für zügellose Gewalt in einer Welt, in der es für ihn ohnehin kein Gut und Böse gibt – und von deren Untergang er sowieso überzeugt ist. Er ist es daher auch, der die Bemühungen um eine Union der zweiten Generation der Superhelden sprengt, als Ozymandias, der „klügste Mensch der Welt“, die Führung an sich reißen will: „In ein paar Jahren fliegen die Atomraketen hier durch die Gegend wie Maikäfer. Und unser Ozymandias hier ist dann der klügste Mensch auf dem Aschehaufen. Macht’s gut, ihr Witzfiguren.“
Bei alledem ist der Comedian kein tumber Haudrauf, sondern beweist immer aufs Neue einen entlarvenden Scharfblick. Er durchschaut schnell Hooded Justices sexuelle Motive zur Verbrecherjagd, er spricht offen aus, dass Captain Metropolis mit dem Versuch einer zweiten Helden-Union nur über sein Alter, seinen Bedeutungsverlust und seinen Bauchansatz hinwegkommen möchte. Und als er in Gegenwart von Dr. Manhattan in Vietnam in einem Wutanfall seine schwangere Geliebte erschießt, nachdem sie ihn mit einer Flasche verletzt hat, rechtfertigt er sich kalt, aber zutreffend: „Ja, ich habe sie erschossen. Und du hast zugesehen. Du hättest die Waffe in Dampf verwandeln können oder die Kugel in Quecksilber oder die Flasche in Schneeflocken! Du hättest uns locker nach Scheiß-Australien teleportieren können … und hast keinen Finger gerührt! Du scherst dich keinen Deut mehr um menschliches Leben. Ich seh es dir an.“
Seine Ermordung löst die Ereignisse in der Reihe Watchmen aus.

#### Dollar Bill
William „Bill“ Benjamin Brady (* 4. Juli 1917 in Nebraska) ist eine tragische Nebenfigur, deren Schicksal in Hollis Masons Memoiren enthüllt wird. Auf dem Höhepunkt der ersten Superhelden-Welle in den 1940ern engagiert eine Bank einen eigenen Helden als Werbegag und Schutzmaßnahme – Dollar Bill. Der trainierte Athlet wird bei einem Überfall von einem Räuber erschossen, wehr- und hilflos, nachdem sich sein Umhang in der Drehtür der Bank verhedderte. Rückschauend mutmaßt Mason, Bill könne wohl noch leben, wenn sein Kostüm nicht von Marketingstrategen entworfen worden wäre, sondern von Bill selbst. Er, Mason, habe sich aus ähnlichen Erwägungen stets gegen die effektvollen, aber gefährlichen Umhänge entschieden.

#### Hooded Justice
Der erste der „realen“ Superhelden in Watchmen. Sein Name bleibt bis zum Schluss ungenannt, es wird jedoch bekannt, dass er mit der ersten Silk Spectre eine Scheinaffäre hatte, offensichtlich um seine Homosexualität zu verbergen. Er verschwindet, kurz nachdem er sich in der McCarthy-Ära geweigert hatte, seine Identität preiszugeben. Hollis Mason (der erste Nite Owl) schreibt in seinen Memoiren „Unter der Maske“, dass hinter Hooded Justice möglicherweise ein Zirkusartist namens Rolf Müller gesteckt habe, da beide dieselbe Größe und Statur hatten und Rolf Müller etwa zur gleichen Zeit wie Hooded Justice verschwand.

#### Mothman
Nebenfigur, sein richtiger Name lautet Byron Lewis. Sein Superheldenkostüm war ein Mottenkostüm, das ihm ermöglichte, in der Luft zu gleiten. Karriereende nach Alkoholismus. Er befindet sich in der Psychiatrie.

#### Nite Owl
Hollis J. Mason (* 1916; † 31. Oktober 1985) war vor und während seines Lebens als maskierter Abenteurer Polizist, legte sich seine Identität als Held aus verschiedenen Motiven zu. Zum einen war es aus Nostalgie für die Pulp-Romane, was durch das Erscheinen der ersten Superhelden-Comics gefördert wurde. Zum anderen hatte er durch die strengen Moralvorstellungen seines Großvaters, bei dem er mit seiner Familie in seiner Kindheit gewohnt hatte, das Gefühl, er müsse etwas Wichtiges und Richtiges tun.
Diese Motive enthüllt Mason (dessen Ansichten man über das zwischen die einzelnen Kapitel des Comics eingefügte Manuskript seiner Memoiren erfährt) genauso wie die Gründe seines Rücktritts. Zum einen, schreibt er, hätten mehr und mehr die maskierten Schurken gefehlt – und damit die Daseinsberechtigung, gleich in doppelter Hinsicht. Denn ohne Superschurken brauche man nicht nur den Helden nicht mehr, der Held käme sich auch dämlich vor, wenn er der einzige sei, der in einem seltsamen Kostüm herumrenne. Der Hauptgrund für seinen Rückzug sei jedoch das Auftreten von Dr. Manhattan gewesen, dem ersten echten Superhelden im Jahr 1960. Mason trennt hier sehr sorgfältig: Er und seine Kollegen der ersten Generation sind für ihn nur „Costumed Heroes“ (Kostümierte Helden) oder „Masked Adventurers“ (Maskierte Abenteurer), Manhattan ist der erste „Superhero“ (Superheld). Und seine, Masons, Bemühungen seien ihm zunehmend unzulänglich erschienen in einer Welt, in der jemand wie Manhattan praktisch alles bewirken kann, während das Einzige, was er, Mason, anzubieten hatte, „ein guter linker Haken“ gewesen sei.
Nach seiner aktiven Zeit eröffnet er eine Autowerkstatt, schreibt seine bereits erwähnten Memoiren (Titel: Under the Hood, dt. Unter der Maske) und trifft sich regelmäßig mit seinem Nachfolger, dem er, nachdem er dessen Talent gesehen hatte, bereitwillig seinen Namen überlassen hatte. Hollis Mason wird am 31. Oktober 1985 in seiner Wohnung von Mitgliedern der Gang Knot Tops nach einem Kampf erschlagen, weil sie ihn irrtümlich für den Nite Owl gehalten haben, der Rorschach bei seiner Flucht aus dem Gefängnis geholfen hat.

#### Silhouette
Ursula Zandt wurde 1939 zur Heldin und trat auch sogleich den „Minutemen“ bei. Später wurde sie auf Empfehlung von Silk Spectres Manager aufgrund ihrer Homosexualität aus der Gruppe ausgeschlossen, um schlechte Publicity zu vermeiden, nachdem dieser Umstand an die Öffentlichkeit gelangt war. Sie und ihre Liebhaberin wurden sechs Wochen später ermordet.

#### Silk Spectre
Sally Juspeczyk ist der richtige Name von Silk Spectre, der ersten Superheldin. Ihren Nachnamen gibt sie mit „Jupiter“ an, um ihre polnische Herkunft zu verschleiern. Wie auch die anderen Abenteurer der ersten Generation verfügt Juspeczyk über keine besonderen Fähigkeiten, sieht jedoch überdurchschnittlich verführerisch aus. Der Comedian versucht, sie zu vergewaltigen.
Juspeczyk heiratet später ihren Agenten Laurence Schexnayder, der ihr eine Filmkarriere vermitteln will – was allerdings scheitert. Aus der Zeit dieser Ehe stammt Tochter Laurel, die Sally zwar zur zweiten Silk Spectre ausbildet, dabei jedoch Kontakte zwischen Laurel und dem Comedian argwöhnisch unterbindet, da dieser ihr biologischer Vater ist.
Zum Zeitpunkt der Watchmen-Handlung lebt die Endsechzigerin/Anfang-Siebzigerin in einer einem Seniorenheim angegliederten Wohnanlage, trauert den alten Zeiten nach und sieht den traumatisierenden Vergewaltigungsversuch durch Edward Blake (dem Comedian) in einem milderen, verklärenden Licht.

### Helden der zweiten Generation („Crimebusters“)
Captain Metropolis schlägt bei einem von ihm angesetzten Heldentreffen, bei dem neben ihm selbst auch der Comedian von den Minutemen teilnimmt, unter dem Namen Crimebusters die Gründung einer neuen Heldengruppe vor, die aber schließlich nicht zustande kommt.

#### Dr. Manhattan

Symbol von Dr. Manhattan (stilisiertes Wasserstoffatom, gemäß dem Bohr’schen Atommodell)

Der Atomphysiker Jonathan „Jon“ Osterman erleidet einen Laborunfall, bei dem buchstäblich alle Atome seines Körpers auseinandergerissen werden. Es gelingt ihm jedoch, sich selbst wieder zusammenzusetzen, allerdings in der Form eines haarlosen, blauhäutigen Mannes mit Superkräften. Er ist der einzige Protagonist, der über übermenschliche Kräfte verfügt. Er verfügt unter anderem über die Gabe der Präkognition (nur im Zusammenhang mit seiner eigenen Person), der Transmutation, der Telekinese und der Teleportation, die sich aus seiner augenscheinlich völligen Kontrolle von Materie und Energie ergeben.
Für Manhattan spielt Zeit keine Rolle. Die Vergangenheit, Gegenwart, Zukunft von ihm und ihm nahestehenden Personen sind ihm gegenwärtig. Insofern hält er die Zukunft für unabänderlich. Seine Konsequenz: Er widmet sich der Forschung im Regierungsauftrag. Denn an der Verbrechensverfolgung hat er immer mehr das Interesse verloren, sie ist ihm zu unbedeutend, auch weil es wenig sinnvoll ist, Verbrecher zu jagen, wenn doch ohnehin nur passiert, was sowieso passieren wird. Die Frage, die ihn viel mehr reizt, ist die nach dem Warum: Also nutzt er seine Superkräfte für physikalische Experimente.
Mit Dr. Manhattan spielt Alan Moore den Gedanken des Helden mit tatsächlichen Superkräften durch – und der Wirkung jener Kräfte auf den Helden selbst: Anders als Rorschach treibt Dr. Manhattan nämlich nicht die Sehnsucht nach Gerechtigkeit an – Manhattan ist Superheld ohne Interesse am Heldentum, er ist es einfach, weil er durch einen Unfall eben Superkräfte unvorstellbaren Ausmaßes erhielt. Und diese Kräfte beeinflussen wiederum auch ihn. Durch den neuen Blickwinkel, durch die Einsicht in elementare Zusammenhänge des Universums verlieren für ihn zunehmend herkömmliche Zusammenhänge oder auch Zwischenmenschliches an Bedeutung. Deswegen trennt sich seine langjährige Freundin Janey Slater von ihm; auch findet Manhattan nichts dabei, seinen Körper beim Sex mit seiner neuen Lebensgefährtin Laurie Juspeczyk zu vervielfachen, um gleichzeitig im Labor weiterforschen zu können. Eine Herabsetzung von Partnerschaft und Romantik kann er darin nicht mehr erkennen, ihren Ärger bei Auffliegen seiner mehrfachen parallelen Beschäftigungen nicht mehr nachvollziehen. Und mehr noch, verliert er später jegliches Interesse an der Rettung der Menschheit, der er angesichts des Kosmos nur marginale Bedeutung zubilligen kann.
Seine zunehmende Distanz zur Menschheit spiegelt sich auch in seiner Kleidung wider. Trägt er zu Beginn seiner Superheldenkarriere noch ein Ganzkörperkostüm, bedeckt er seinen Körper später immer weniger, bis er die meiste Zeit nackt verbringt. Konventionelle Kleidung trägt er nur bei seinen wenigen offiziellen Auftritten.

#### Nite Owl II

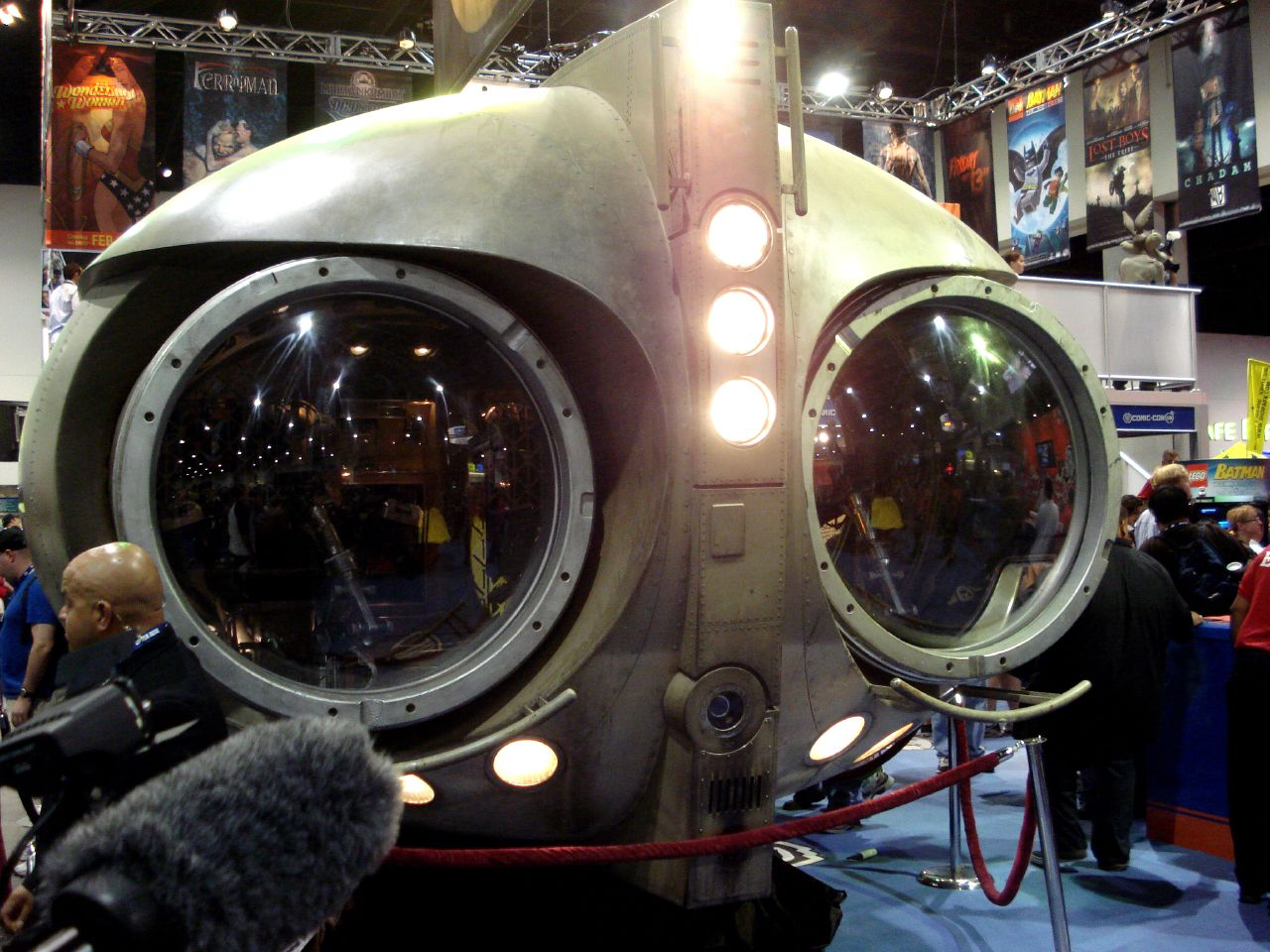
Schiff von Nite Owl (aus der Verfilmung von 2009)

Richtiger Name: Daniel Dreiberg. Dreiberg ist das introvertierte Gegenstück zu Batman (und zahlreichen, nach einem ähnlichen Grundmuster gestrickten Superhelden): Ein wohlhabender Mann, der seinen Charakter „Nite Owl“ mit jeder Menge Gimmicks ausrüstete. Ein Eulenschiff („Owlship“, von Nite Owl selbst „Archimedes“ oder „Archie“ genannt), verschiedene Eulenanzüge zum Tauchen etc. helfen Dreiberg, der keinerlei Superkräfte besitzt. Inzwischen hat er sich zurückgezogen, geht gelegentlich in seinen an die Bathöhle aus Batman erinnernden Keller, um den guten alten Zeiten nachzutrauern, und weiß ansonsten nicht so recht, was er mit seiner Zeit tun soll. Er ist rationaler als sein Ex-Partner Rorschach, zog sich deshalb auch bei der Verabschiedung des Antisuperheldengesetzes widerspruchslos zurück, was der Fanatiker Rorschach ihm übelnahm.
Die Rolle des „Nite Owl“ dient ihm auch zur Überwindung seiner Selbstzweifel. Dies wird besonders deutlich in seiner Beziehung zur ehemaligen Heldenkollegin Juspeczyk, wo er erst dann sexuelle Leistungsfähigkeit erreicht, als er sein Eulenkostüm trägt.

#### Ozymandias
Ozymandias (Adrian Alexander Veidt) ist der „klügste Mann der Welt“. Das Genie hat sich noch vor der Untersagung durch die Regierung als Superheld zurückgezogen und ein Multimilliarden-Dollar-Unternehmen gegründet. Veidt verkauft unter seinem Namen Parfum, aber auch „Ozymandias“-Actionfiguren. Veidt verkörpert in Watchmen eine Art „Superman-Gott-Dilemma“: Wenn ein Held allmächtig ist, wenn er den Weg kennt und die Mittel hat, um die Welt zu retten – wie weit würde er gehen und wie weit darf er gehen? Darf er Opfer fordern? Welche Legitimation hat er dazu?
Veidt hat diesen Weltrettungsplan und beschließt, ihn umzusetzen. Moralische Skrupel kennt er, unterdrückt sie jedoch aus Vernunftgründen – dies wird besonders am Ende deutlich, als Veidt (trotz des Gelingens seines Plans) verunsichert Dr. Manhattan fragt, ob er, Veidt, denn nun auch das Richtige getan habe. Manhattan kann diese Frage nicht beantworten – damit bleibt die Antwort dem Leser überlassen.

#### Rorschach

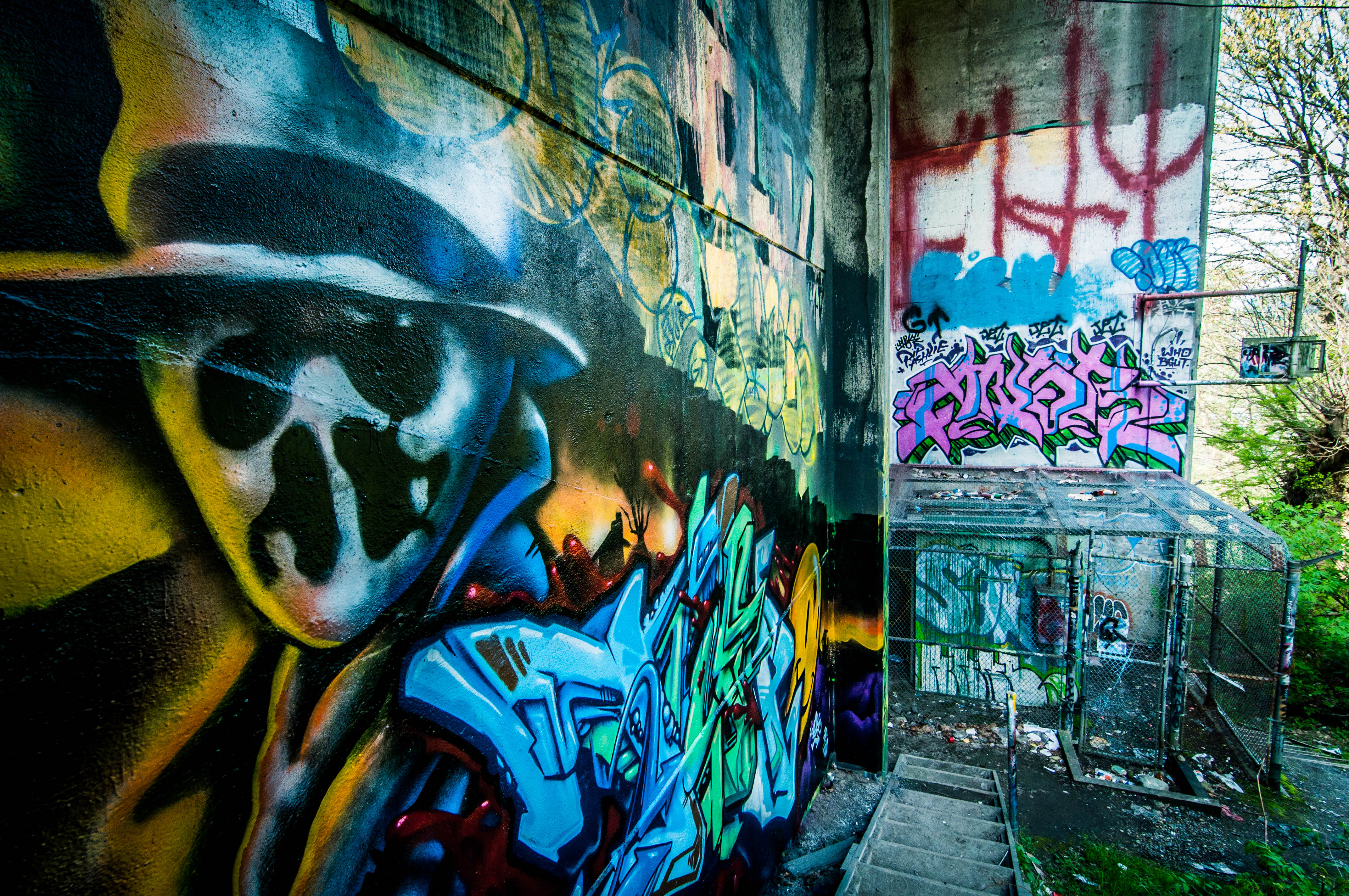
Rorschach als Graffito

Rorschach (eigentlich: Walter Kovacs) ist eine gestörte Persönlichkeit, die sich durch reines Schwarz-Weiß-Denken auszeichnet. Er ist Sohn einer Prostituierten, der der Versuch einer Abtreibung misslang. Er besitzt keinerlei Superkräfte oder spezielle Ausrüstung, er ist nur sehr erfahren im Straßenkampf und ein ausgezeichneter Detektiv. Außerdem legt er eine extreme Brutalität an den Tag und gewinnt seine Informationen durch Foltern von Kriminellen und Verdächtigen. Sein Merkmal ist eine Maske mit einem sich ständig ändernden Muster, welches den Mustern aus einem Rorschachtest gleicht. Rorschach ist kompromissunfähig, fanatisch, unnötig brutal und bewegt sich zwischen leichter Soziopathie und einer schweren psychischen Störung. Die Figur basiert auf dem DC/Charlton-Superhelden The Question.
Rorschach hat nichts Glamouröses, nichts Bewundernswertes. Er ernährt sich von kalten Bohnen aus der Dose und von Zuckerwürfeln, die er gelegentlich verschlingt. Er schläft kaum, und wenn er seine Maske kurz lüftet, wirkt er extrem ungepflegt. Auch riecht er schlecht – eben wie jemand, der Tag und Nacht Verbrecher jagt. Nach seiner Verhaftung enthüllt Rorschach gegenüber dem Gerichtspsychologen, dass sich seine Heldenkarriere in zwei Teile gliedert. Anfangs sei er ein Verbrechensbekämpfer aus schlichter Überzeugung gewesen, eben Walter Kovacs, der sich zum Verbrecherjagen verkleidete. Erst nach einem extrem grausamen Entführungsfall sei er tatsächlich durch und durch zu Rorschach geworden, der angesichts von Verbrechen und Korruption nicht mehr wegsehen könne. Und der in den ihm vom Psychologen entgegengehaltenen Rorschach-Flecken eben keine Blumen und Schmetterlinge mehr sehen könne, sondern nur noch die entsetzlichen Grausamkeiten, die er in seiner Verbrecherjäger-Karriere erlebt hat. Seither ist er nicht mehr jemand, der sich gelegentlich als Rorschach verkleidet, sondern Rorschach, der gelegentlich sein „Gesicht“ (die Maske) ablegt und sich als Walter Kovacs verkleidet.
Eindeutig sind dabei die Parallelen zu Comedian/Blake, der aus derselben Erkenntnis wie Rorschach jedoch die exakt gegenteilige Schlussfolgerung zieht: Während Rorschach von seiner schier unerfüllbaren Verpflichtung zum Kampf für Gerechtigkeit aufgefressen wird, folgert der Comedian, er als Einzelner könne ohnehin nichts ändern – und somit genauso gut aus seiner Rolle den größtmöglichen Spaß für sich ziehen.
Auch grafisch wird die Geschichte von dem ungleichen Duo Comedian/Blake und Rorschach/Kovacs eingerahmt: Das erste Panel zeigt den blutbefleckten Smiley-Button des Comedian und die erste Person, die ins Bild kommt, ist Kovacs. Das letzte Panel zeigt ein Smiley-Logo (mit einem blutroten Ketchup-Spritzer) auf dem T-Shirt eines dümmlichen Redaktionsassistenten, der nach dem Tagebuch greift, das Kovacs vor seinem Tod an diese Redaktion schickte.

#### Silk Spectre II
Laurel „Laurie“ Jane Juspeczyk hatte nie große Lust auf den Superheldenjob. In die Rolle gedrängt wurde sie von ihrer Mutter, der ersten Silk Spectre, die ihre Karriere steuerte wie Mütter von Tennis-Stars oder Models. Juspeczyk hat sich ebenfalls zurückgezogen, lebt nun an der Seite Dr. Manhattans und leidet unter seiner wachsenden Vergeistigung, die sie in die Nähe Daniel Dreibergs bringt. Die beiden werden später ein Paar.

## Titel

Logo von Watchmen

Der Titel Watchmen bezieht sich auf ein Zitat des römischen Autors Juvenal aus seiner Satire VI, Vers 347: „Quis custodiet ipsos custodes?“, zu deutsch: „Wer wird die Wächter überwachen?“. Ins Präsens gewandt, beherrscht dieser Spruch („Who watches the Watchmen?“), der aber nie vollständig in den Panels abgebildet ist, als Graffiti die Straßenbilder der „überwachten“ Städte im Comic, in dem keine Gruppierung (z. B. ein Superheldenteam) dieses Namens vorkommt.

## Graphische Gestaltung

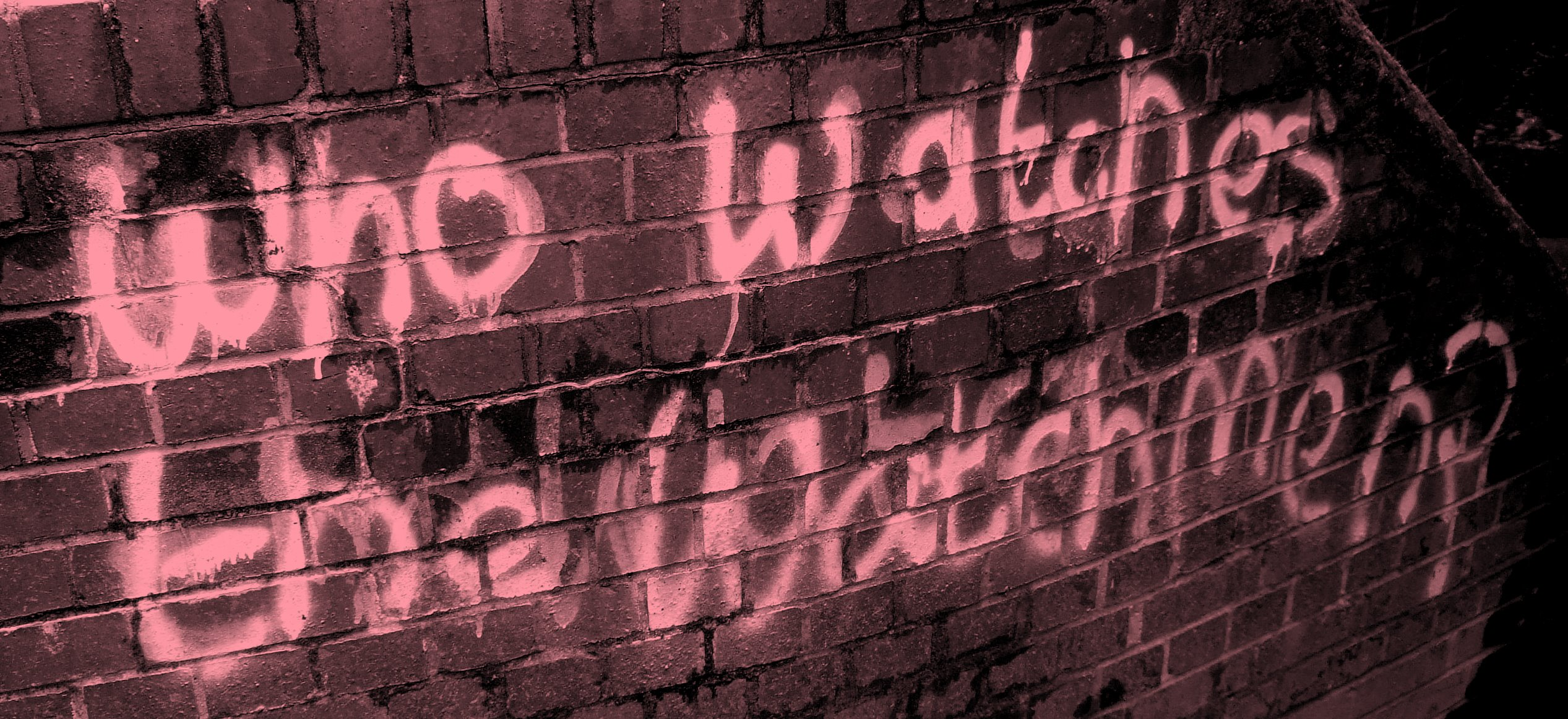
Ein Graffito, wie es ähnlich auch im Comic selbst zu sehen ist

Der Schriftsteller Alan Moore und der Zeichner Dave Gibbons gestalteten Watchmen, um die einzigartigen Qualitäten des Mediums Comic und seine Stärken hervorzuheben. Moore sagte 1986 in einem Interview: „Was ich erforschen möchte, sind die Bereiche, in denen Comics erfolgreich waren, während dort kein anderes Medium funktionierte“. Im Weiteren unterstrich er die Unterschiede zwischen Comics und Filmen. Moore sagte, Watchmen sei so entworfen, dass es vier bis fünf Mal gelesen werden solle und Zusammenhänge und Anspielungen erst nach einigen Lesungen erkennbar würden. Dave Gibbons merkt an, „während der Fortschritte von Watchmen wurde das Erzählen viel wesentlicher als die eigentliche Erzählung. Was die Geschichte antreibt, sind die MacGuffins, Tricks … Deshalb ist die Geschichte selbst von keiner großen Auswirkung … sie ist nicht wirklich das Interessanteste an Watchmen. Als wir tatsächlich begannen, die Geschichte zu erzählen, da kam die wirkliche Kreativität ins Spiel.“
Gibbons sagte, er gestaltete Watchmen absichtlich optisch so, dass jede Seite als Teil dieser speziellen Serie erkennbar sein sollte und „nicht irgendeines anderen Comic-Buchs“. Er bemühte sich, die Charaktere gezielt anders zu zeichnen als in Comics üblich. Der Illustrator zeichnete die Serie mit „einer speziellen Strichstärke, unter Verwendung eines harten, steifen Stifts, der nicht viel Variation in der Strichstärke erlaubte“, was, so hoffte er, „es von den üblichen satten, flüssigen Comic-Buch-Linien unterscheiden würde“. 2009 erinnerte sich Moore in einem Interview, dass er Gibbons’ Ausbildung zum Gutachter nutzte, um „unglaubliche Mengen von Details in jedem kleinen Panel unterzubringen, so dass wir jedes kleine Detail choreographieren konnten“. Gibbons beschreibt die Serie als „ein Comic über Comics“. Er empfand: „Alan ist mehr mit den sozialen Konsequenzen [der Gegenwart von Superhelden] beschäftigt und ich mehr mit den technischen Konsequenzen.“ Die alternative Geschichte erlaubte Gibbons, Details der amerikanischen Landschaft zu verändern, wie Elektromobile, leicht abweichende Gebäude und „Elektro-Hydranten“ statt Löschwasser-Hydranten. Das, so Moore, „gibt der amerikanischen Leserschaft vielleicht die Gelegenheit, ihre eigene Kultur auf verschiedene Weisen so zu sehen, wie ein Außenseiter es würde“. Gibbons bemerkte, dieses Setting sei befreiend für ihn, weil er nicht hauptsächlich auf Nachschlagewerke angewiesen war.
Kolorist John Higgins benutzte eine „düsterere“ Palette und bevorzugte Mischfarbe. Moore gab an, dass er schon „immer Johns Kolorationen mochte, ihn aber immer mit Airbrush-Kolorationen in Verbindung brachte“, was er für Watchmen nicht wollte; Higgins entschloss sich folglich, Watchmen im europäischen Stil gleichmäßig zu kolorieren. Moore sagte, Higgins hätte vor allem auf die Beleuchtung und feine Farbwechsel geachtet. In Ausgabe sechs begann Higgins mit warmen und fröhlichen Farbtönen und machte sie durch die Ausgabe hindurch dunkler, um der Geschichte ein düsteres und trostloses Gefühl zu geben.

## In anderen Medien

### Spielfilm
Schon seit den späten 1980er Jahren war eine Verfilmung des Materials im Gespräch. Sam Hamm schrieb damals bereits ein Drehbuch, das allerdings nie umgesetzt wurde. Auch Terry Gilliam war eine Zeitlang im Gespräch, wollte den Comic allerdings nicht in Form eines einzelnen Filmes umsetzen. 2005 war Darren Aronofsky als Regisseur vorgesehen, konnte aber aufgrund zeitlicher Überschneidungen mit einem anderen Filmprojekt Watchmen nicht umsetzen. Schließlich übernahm Zack Snyder die Regie. Der Kinostart von Watchmen – Die Wächter war in Deutschland am 5. März 2009, in den USA startete der Film einen Tag später. International war der Film nur mäßig erfolgreich.
Andere Leinwandadaptionen erfolgreicher Comics von Alan Moore sind From Hell (2001), Die Liga der außergewöhnlichen Gentlemen (2003) und V wie Vendetta (2005).

### Motion Comic
In den Jahren 2008 und 2009 wurde ein Animationsfilm des Comics veröffentlicht. Dabei handelt es sich um einen Motion Comic mit zwölf Episoden in einer Staffel, welche mit einer Laufzeit von jeweils etwa 25 bis 30 Minuten die Geschichte des Comics originalgetreu wiedergeben. Hierbei wurden die originalen Comicseiten mit Animationen und Vertonung versehen, um eine comicähnliche Atmosphäre zu schaffen.

### Videospiele
2009 erschienen beim Herausgeber Warner Bros. die von Deadline Games entwickelten Videospiele Watchmen: The End Is Nigh und Watchmen: The End Is Nigh Part 2. Beide Spiele sind auf den Plattformen Microsoft Windows, PlayStation 3 und Xbox 360 spielbar.

### Fernsehserie
Seit 2019 erscheint auf HBO eine auf dem Comicstoff basierende Fernsehserie unter dem Titel Watchmen.

## Auszeichnungen
Watchmen wurde mit mehreren Preisen nicht nur aus dem Comic-Bereich ausgezeichnet, darunter
- 1987 Kirby Award, Best Finite Series, Best New Series, Best Writer, Best Writer/Artist
- 1988 Eisner Award, Best Finite Series, Best Graphic Album, Best Writer, Best Writer/Artist
- 1988 Hugo Award, Spezielle Auszeichnung
- 1990 Max-und-Moritz-Preis, als beste deutschsprachige Comic-Publikationen
- 2005 Aufnahme in die Liste der 100 besten englischsprachigen Romane seit 1923 des Nachrichtenmagazins Time[1]
- 2006 Eisner Award, Best Archival Collection/Project (Absolute Watchmen)
- 2020 Aufnahme in die Science Fiction and Fantasy Hall of Fame[2]

## Vorgeschichte:Before Watchmen

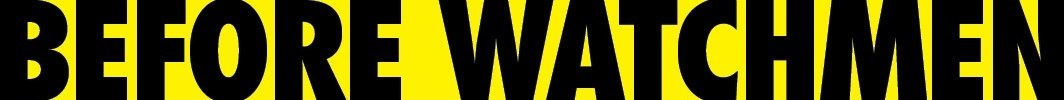
Logo von Before Watchmen

In den Jahren 2012 und 2013 erschienen unter dem Titel Before Watchmen bei DC Comics mehrere Miniserien und Einzelausgaben, die sich mit einigen Hauptfiguren aus Watchmen befassten und deren Hintergründe beleuchteten. Die Autoren des Originals, Texter Alan Moore und Zeichner Dave Gibbons, waren an diesen Prequels nicht beteiligt.

## Fortsetzung:Doomsday Clock

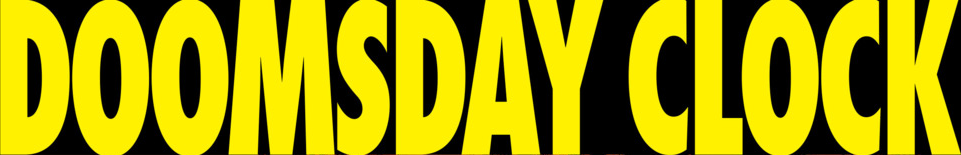
Logo von Doomsday Clock

Von 2018 bis 2020 erschien die US-Reihe Doomsday Clock, in der die Handlung von Watchmen weitergeführt wurde. Dr. Manhattan gelangte dabei auf die Erde von Superman und Batman und veränderte dort die Realität, was den sog. DC Rebirth (2016/17) zur Folge hatte. Um seine Erde zu retten, suchte Ozymandias Dr. Manhattan dort. Ebenso gelangten auch Rorschach und der Comedian dorthin.

## Deutschsprachige Ausgaben

### Watchmen

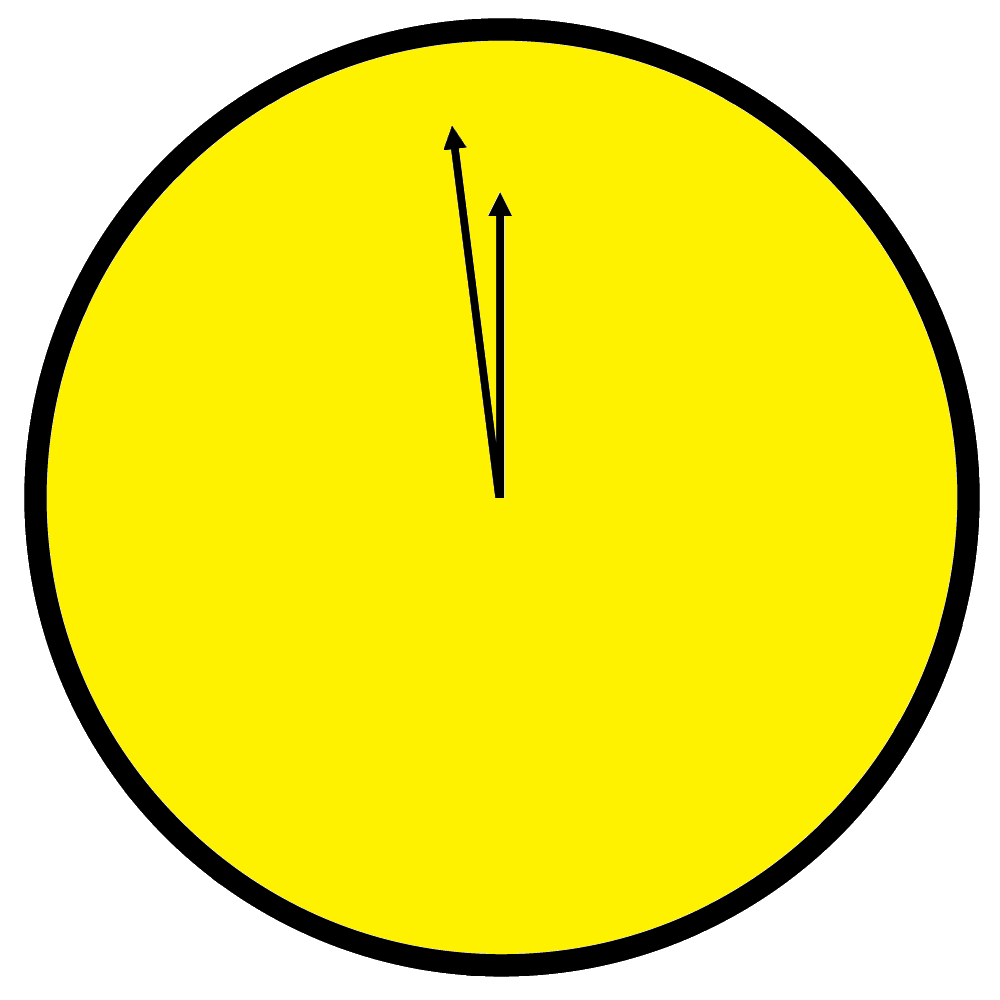
Atomkriegsuhr aus Watchmen

- Dave Gibbons, Alan Moore: Watchmen – Die Wächter, Carlsen Verlag, 1989 (sechs Bände, Softcover-Albenformat)
- Dave Gibbons, Alan Moore: Watchmen, Carlsen Verlag, 2000, ISBN 3-551-74408-4 (US-Format)
- Dave Gibbons, Alan Moore: Watchmen – Ultimate Edition (= Ultimate Edition #2), Panini Comics, 2005, ISBN 3-89921-972-4 (neue Farbgebung und Extraseiten, Hardcover)
- Dave Gibbons, Alan Moore: Watchmen (= DC Paperback #12), Panini Comics, 2008 (danach mehrere Neuauflagen), ISBN 978-3-86607-607-5
- Dave Gibbons, Alan Moore: Watchmen – Absolute Edition (= DC Hardcover #2), Panini Comics, 2009 (Neuauflage 2022 als DC Hardcover #78), ISBN 978-3-86607-816-1
- Dave Gibbons, Alan Moore: Watchmen – Deluxe Edition (= DC Hardcover #18), Panini Comics, 2019, ISBN 978-3-7416-1493-4

### Before Watchmen
Im deutschen Sprachraum erschien im Mai 2013 bei Panini Comics zum Gratis-Comic-Tag in einem Heft je ein Auszug aus US-Before Watchmen: Minutemen #1 und aus US-Before Watchmen: Rorschach #1. Im Monat darauf startete die Veröffentlichung der kompletten Serie.
- Darwyn Cooke: Before Watchmen: Minutemen, Panini Comics, 2013, ISBN 978-3-86201-479-8
- Brian Azzarello, Lee Bermejo: Before Watchmen: Rorschach, Panini Comics, 2013, ISBN 978-3-86201-480-4
- Brian Azzarello, J. G. Jones: Before Watchmen: Comedian, Panini Comics, 2013, ISBN 978-3-86201-481-1
- J. Michael Straczynski, Andy Kubert, Joe Kubert: Before Watchmen: Nite Owl, Panini Comics, 2013, ISBN 978-3-86201-482-8
- Len Wein, Jae Lee: Before Watchmen: Ozymandias, Panini Comics, 2013, ISBN 978-3-86201-483-5
- Darwyn Cooke, Amanda Conner: Before Watchmen: Silk Spectre, Panini Comics, 2013, ISBN 978-3-86201-484-2
- J. Michael Straczynski, Adam Hughes: Before Watchmen: Dr. Manhattan, Panini Comics, 2013, ISBN 978-3-86201-485-9
- J. Michael Straczynski, Len Wein, Eduardo Risso, Steve Rude, John Higgins: Before Watchmen: Crimson Corsair, Panini Comics, 2013, ISBN 978-3-86201-486-6 (mit den Ausgaben zu Moloch, Dollar Bill und Crimson Corsair)

Nachdruck:
- Before Watchmen Deluxe #1 (= DC Hardcover #28), Panini Comics, 2018, ISBN 978-3-7416-0987-9 (mit den Ausgaben zu Minutemen, Ozymandias und Moloch)
- Before Watchmen Deluxe #2 (= DC Hardcover #33), Panini Comics, 2019, ISBN 978-3-7416-1027-1 (mit den Ausgaben zu Comedian, Silk Spectre und Dr. Manhattan)
- Before Watchmen Deluxe #3 (= DC Hardcover #34), Panini Comics, 2019, ISBN 978-3-7416-1293-0 (mit den Ausgaben zu Nite-Owl, Rorschach und Dollar Bill)

### Doomsday Clock

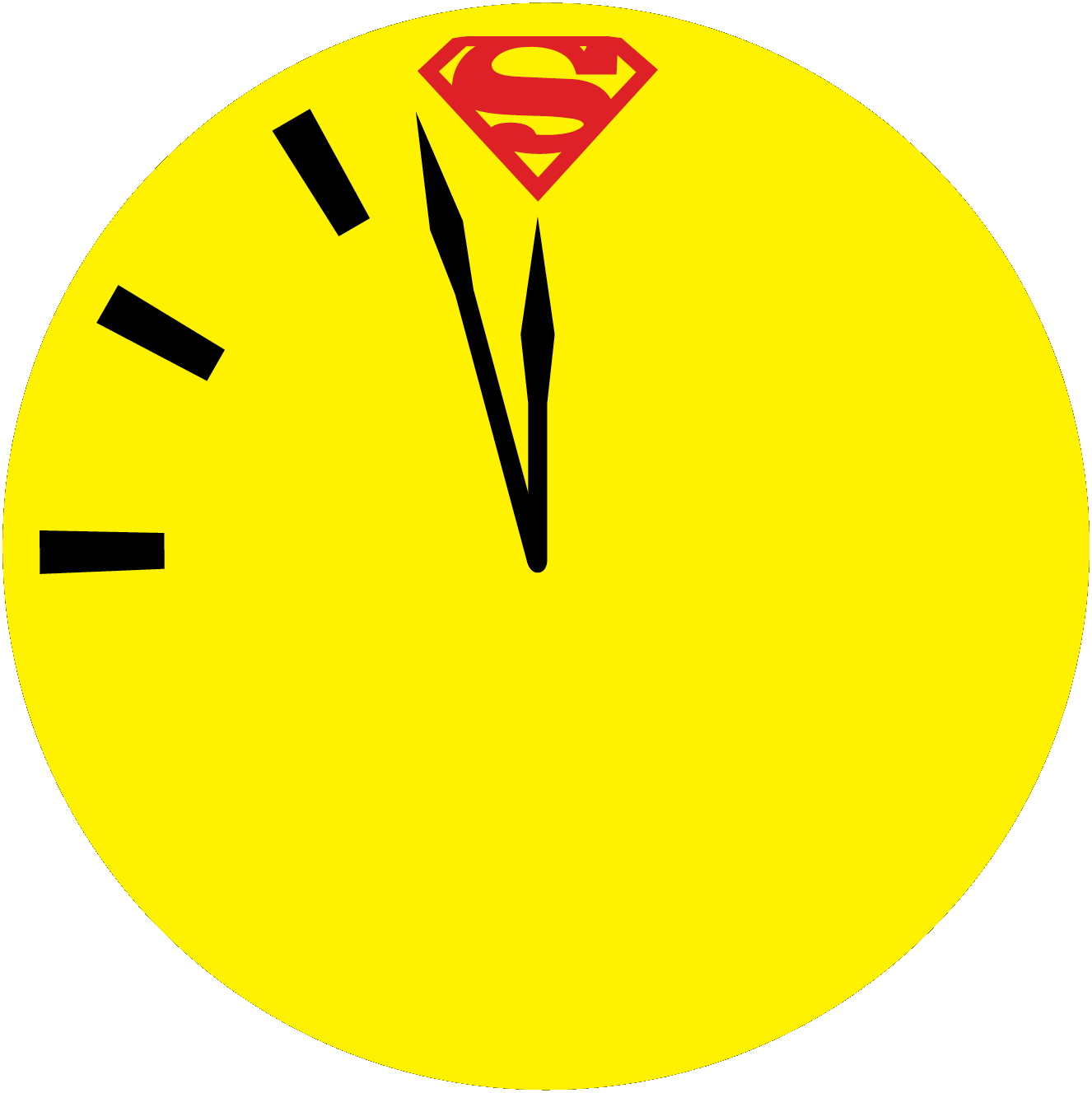
Atomkriegsuhr aus Doomsday Clock

Im deutschen Sprachraum erschien im Mai 2019 bei Panini Comics zum Gratis-Comic-Tag in einem Heft ein Auszug aus US-Doomsday Clock #2. Bereits im Monat davor startete die Veröffentlichung der kompletten Serie.
- Geoff Johns, Gary Frank: Doomsday Clock #1, Panini Comics, 2019, ISBN 978-3-7416-1270-1
- Geoff Johns, Gary Frank: Doomsday Clock #2, Panini Comics, 2019, ISBN 978-3-7416-1514-6
- Geoff Johns, Gary Frank: Doomsday Clock #3, Panini Comics, 2019, ISBN 978-3-7416-1515-3
- Geoff Johns, Gary Frank: Doomsday Clock #4, Panini Comics, 2020, ISBN 978-3-7416-1778-2